# Studentische Forstverbindung

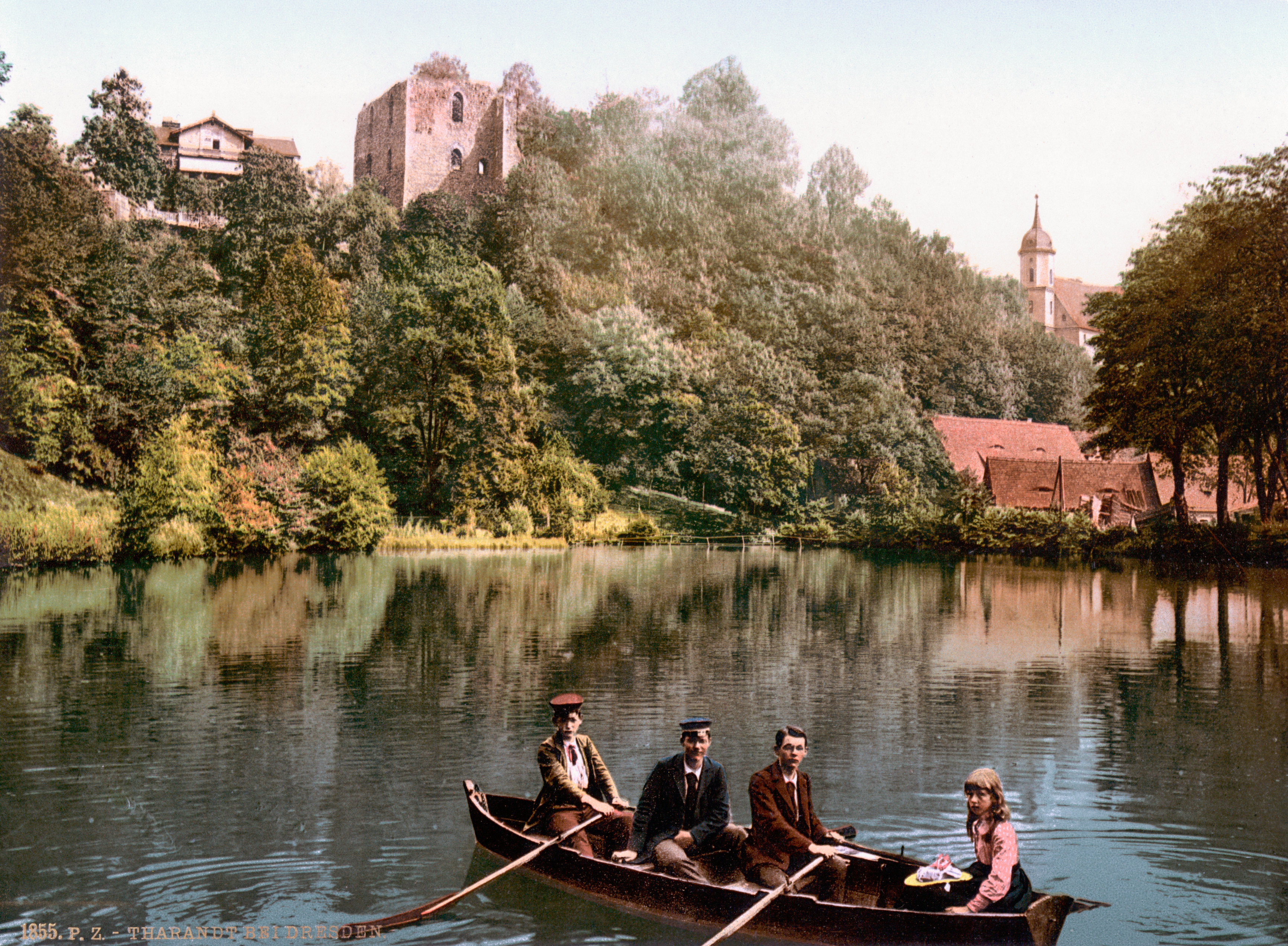
Forststudenten auf dem Badeteich bei Tharandt um 1900

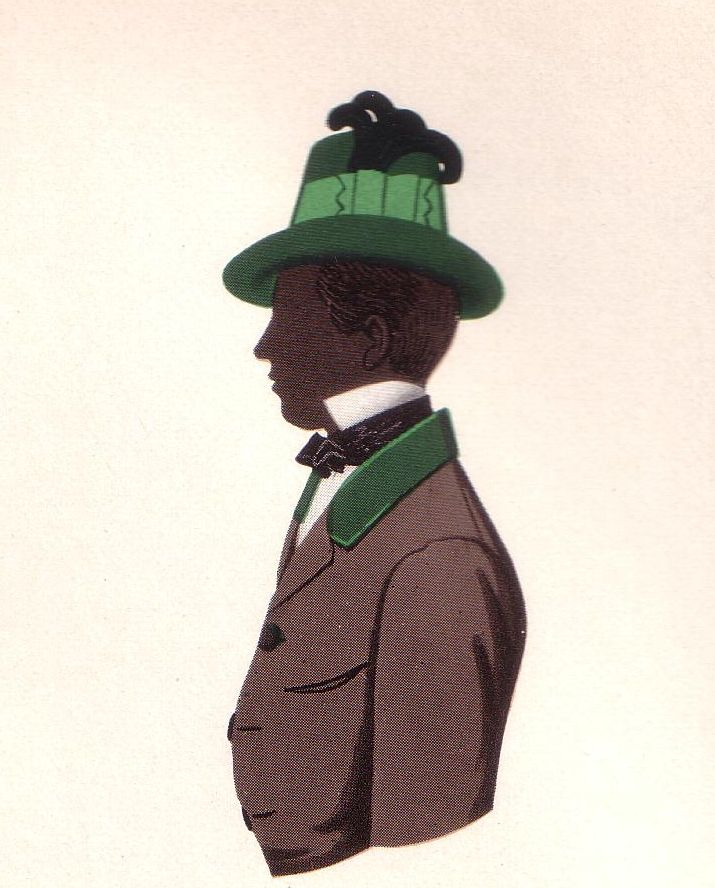
Tharandter Forststudent, 1855

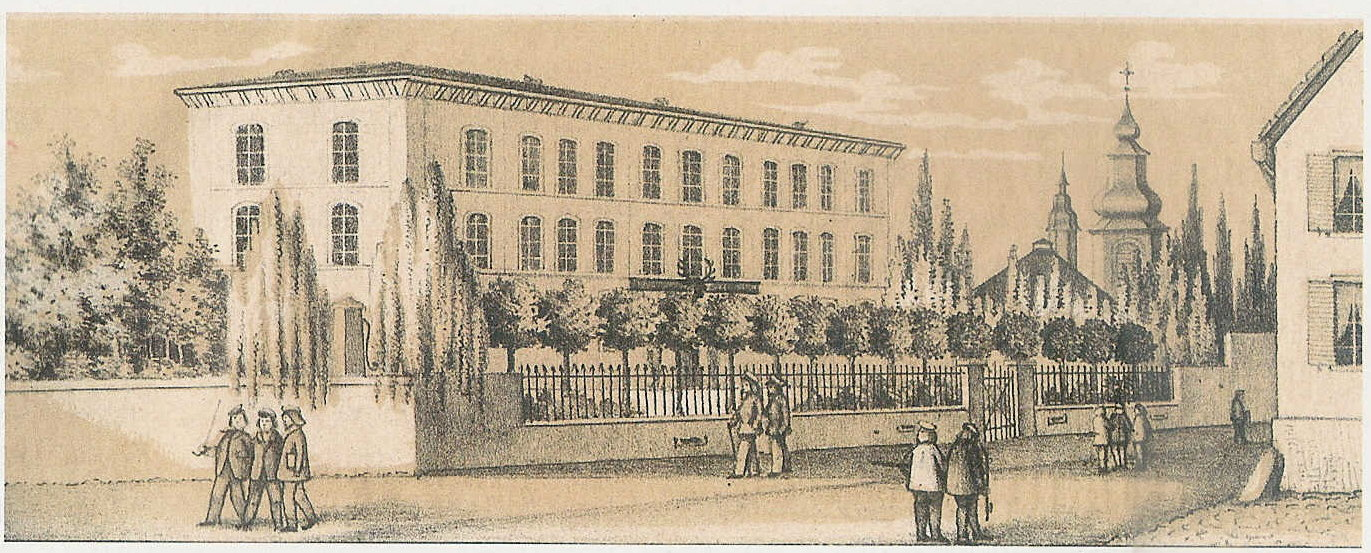
Bayerische Forstlehranstalt Aschaffenburg mit Forststudenten 1854

Eine studentische Forstverbindung, teilweise auch Forstcorps oder Forstakademische Verbindung, bezeichnet eine Studentenverbindung, die von Studenten an Forsthochschulen oder -akademien oder entsprechenden Fakultäten gegründet wurde. Sie sind von den studentischen Jagdverbindungen zu unterscheiden, die der Jagd einen breiten Raum im Verbindungsleben einräumen. Der Begriff wird auch für Verbindungen benutzt, die eine entsprechende Herkunft hatten, aber heute nicht mehr berufsständisch begrenzt sind. Im englischsprachigen Umfeld wird der Begriff Forest Fraternity sowohl für analoge Studentenverbindungen nach amerikanischem Muster wie auch für die einschlägigen Berufsverbände im Sinne einer Bruderschaft benutzt.

## Begriff
Forstverbindungen kamen im 19. Jahrhundert auf. Der zugehörige, auch als Selbstbezeichnung verwendete Begriff wird bereits wenig später als  feststehende Kategorie benutzt, etwa beim Nekrolog zu Moritz August Seubert 1878 und findet sich analog bei Sammelwerken wie im Deutschen Universitätskalender 1907, bei Wilhelm Fabricius. Die Deutschen Corps oder Michael Doeberl et al.: Das Akademische Deutschland. Er wird ebenso von den sogenannten Jagdverbindungen unterschieden. An einigen Forstakademien bestanden Corps mit einem eigenen Senioren-Convent (SC), die sich bei der Verlegung der Akademie dem bestehenden SC am neuen Ort anschlossen. Sie sind heute überwiegend Mitglied im Kösener Senioren-Convents-Verband. Dies war vor allem in Freiburg und München der Fall. Die Aschaffenburger Forstcorps waren als berufsständisches Netzwerk der hohen Forstleute bekannt, so etwa im Falle Georg Escherichs.

## Geschichte
Folgende Forstakademien haben bestanden:
- Forstliche Hochschule Aschaffenburg; 1910 verlegt an die Ludwig-Maximilians-Universität München
- Forstakademie Eberswalde; 1963 als Fakultät der Humboldt-Universität zu Berlin aufgelöst
- Großherzoglich-Sächsische Forstlehranstalt Eisenach, 1915 aufgelöst
- Forstwissenschaftliche Fakultät der Universität Gießen, 1939 aufgelöst und nach Münden verlegt
- Königlich Preußische Forstakademie Hannoversch Münden von 1868, 1970 verlegt an die Georg-August-Universität Göttingen
- Polytechnikum der Forstschule Karlsruhe, verlegt an die Albert-Ludwigs-Universität Freiburg
- Forstliche Hochschule Tharandt, belassen, aber angeschlossen an die Technische Universität Dresden

### Hann. Münden/Göttingen
Neben den heute aktiven Forstverbindungen bestanden an der Forstakademie Hann. Münden folgende forstakademische Gesellschaften:
- Haasemann’sche Tischgesellschaft (1869–1876, teilweise übernommen durch die ATG)
- Forstakademische Gesellschaft Hubertia (susp. vor 1893 und 1919 bis vor 1935, 1959 Fusion mit der FAG Freia)

Folgende Mündener Forstverbindungen bestehen heute in Göttingen:
- Andree’sche Tischgesellschaft (ATG, gestiftet 1868)
- Mündener Gesellschaft Tanne (1871)
- Forstakademische Gesellschaft Freia (1879)
- Akademische Vereinigung Feldjäger (1919)
- Forstakademische Verbindung Rheno-Guestfalia im CV (1927)

Kennzeichnend für diese forstakademischen Verbindungen war und ist, dass sie in der Regel weder Farben führen noch tragen. Einzige Ausnahme ist die Forstakademische Verbindung Rheno-Guestfalia Göttingen im Cartellverband.
Die drei alten Gesellschaften unterhalten aufgrund der alten Mündener Traditionen engere Beziehungen zu einem der in Göttingen ansässigen Kösener Corps. Es werden zwar keine Bestimmungsmensuren geschlagen, jedoch wird die Mensur den Mitgliedern formal freigestellt. Alle fünf Göttinger Forstverbindungen sind im Mündener Convent forstakademischer Verbindungen (MC) zusammengeschlossen und nehmen Studenten aller Fakultäten der Georgia Augusta auf.
In der ersten Hälfte des 20. Jahrhunderts wurden die Forstakademien zuerst in Forstliche Hochschulen, dann in forstwissenschaftliche Fakultäten bereits bestehender Universitäten umgewandelt und teilweise an die jeweiligen Standorte der Universitäten verlegt.

### Karlsruhe/Freiburg
Die Rolle als berufständisches Netzwerk wurde beim Corps Hubertia Freiburg zu einem langjährigen Politikum. Nachdem in Landtag und Regierung 1919 das Badische Zentrum die stärkste Partei geworden war, forderte Heinrich Köhler als Finanzminister in aller Öffentlichkeit „die Ausrottung der Huberten aus dem badischen Staatsforstdienst“. In seinen Lebenserinnerungen bezieht er sich selbst auf die bis dahin allmächtige Forstverbindung, die nach seinem Antritt durchaus berechtigt um ihren Einfluss bangte.

### Aschaffenburg/München

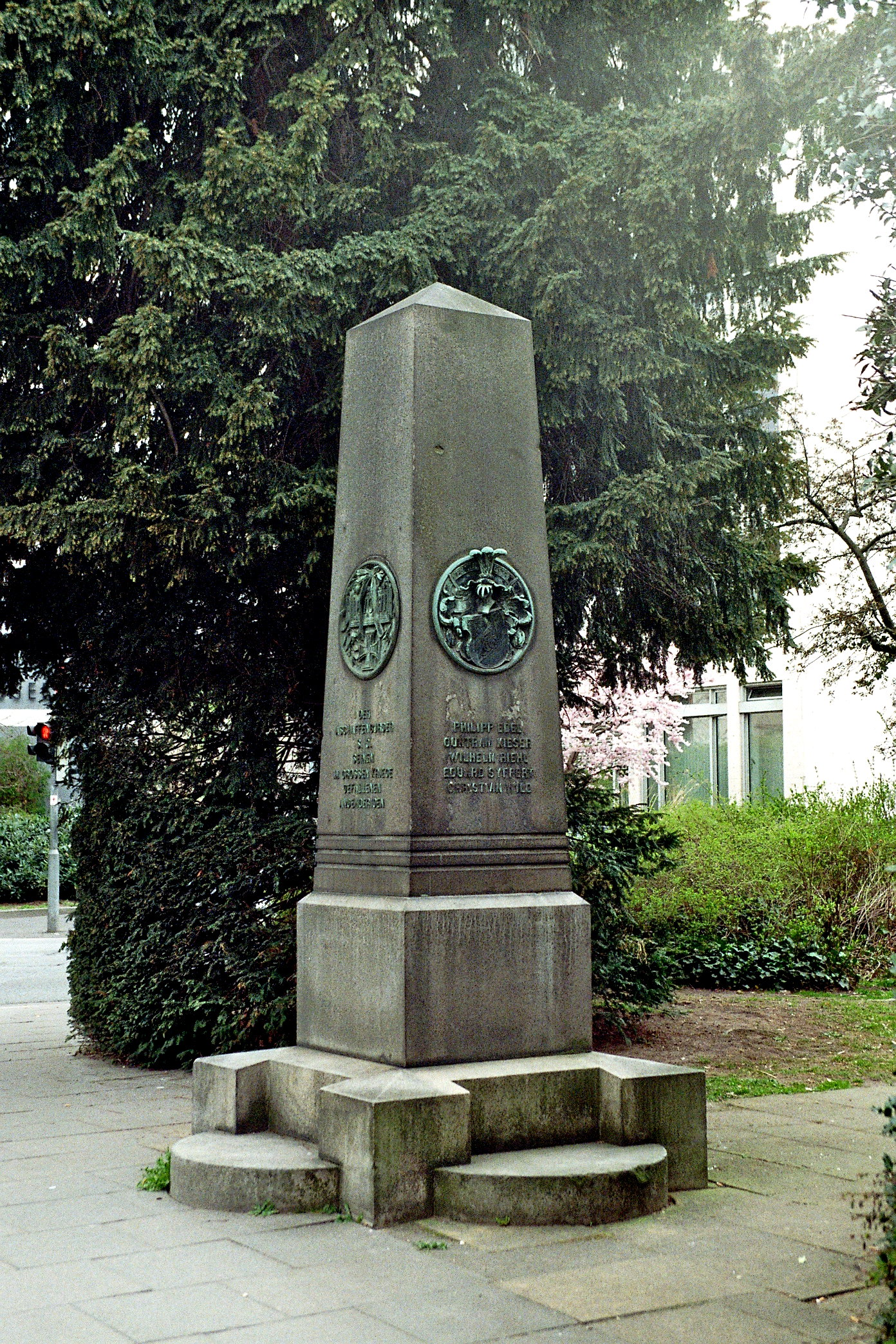
Denkmal der Forstcorps in der Friedrichstraße in Aschaffenburg
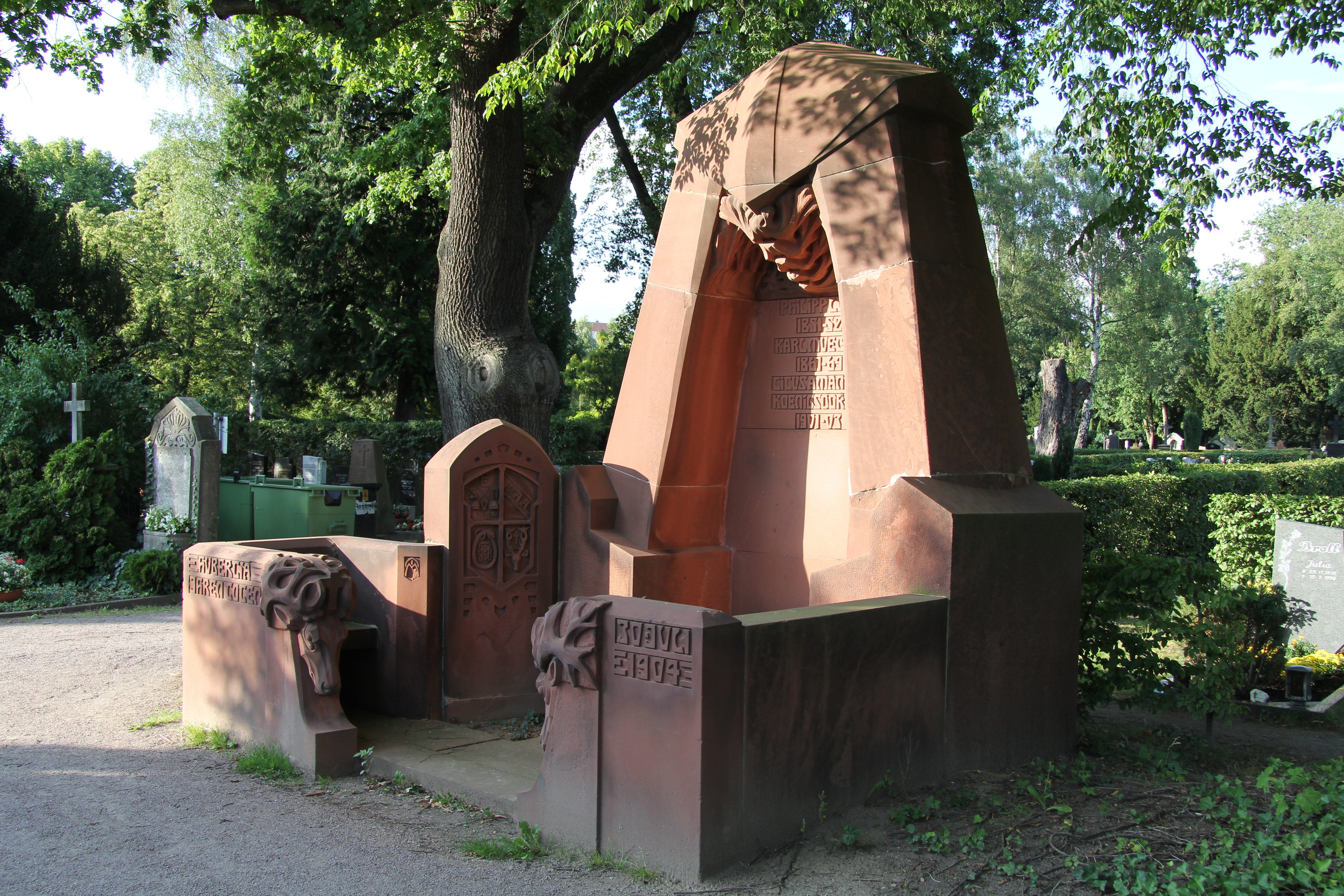
Grabmal des Corps Hubertia auf dem Aschaffenburger Altstadtfriedhof
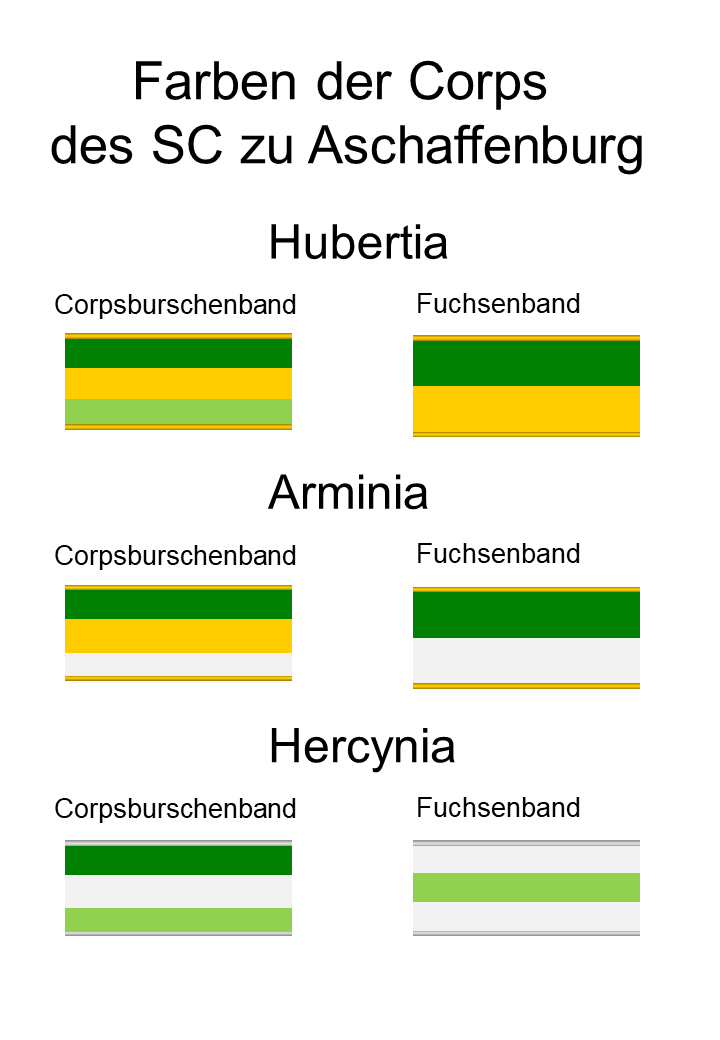
Die Farbe Grün dominiert das Couleur der Aschaffenburger Forstverbindungen

Der Aschaffenburger Senioren-Convent war der Zusammenschluss und das oberste Entscheidungsgremium der Forstcorps an der Königlich Bayerischen Forstlehranstalt. Wenige Monate nach ihrer Wiedereröffnung wurde 1844 das Corps Hubertia gegründet. Im Jahre 1845 folgte das Corps Arminia und 1847 das Corps Hercynia. Nach Wilhelm Fabricius waren die drei Corps noch 1926 Lebenscorps, was schon damals eine Ausnahme darstellte.
Der SC war Ansprechpartner und letzte Instanz bei Konflikten, in der zweiten Hälfte des 19. Jahrhunderts zunehmend auch bei der forstlichen Beamtenschaft. Zu Ehren der im Deutsch-Französischen Krieg gefallenen Forstkandidaten errichteten die drei Corps ein Denkmal, das in der Friedrichstraße gegenüber dem Justizgebäude erhalten ist.
Als die Forsthochschule 1910 von Aschaffenburg nach München verlegt wurde, kamen auch die drei Aschaffenburger Corps an die Ludwig-Maximilians-Universität. Die Aschaffenburger Zeitung gab am 31. Juli 1910 eine Sonderausgabe heraus, in der auf vier Seiten die Geschichte der Hochschule detailreich geschildert wurde.
Seit 1895 gibt es einen aktiven Zusammenschluss von Alten Corpsstudenten im Raum Aschaffenburg. Bis 1910 existierte er parallel zum ASC. 100 Jahre nach der Aufhebung der Aschaffenburger Hochschule richtete der Aschaffenburger AHSC verschiedene Gedenkveranstaltungen aus, über die in den örtlichen Medien berichtet wurde.

### Tharandt/Dresden
An der Forstlichen Fakultät in Tharandt gibt es die 1990 gegründete Forstakademische Jagdcorporation Cervidia, welche im WJSC organisiert ist.
Das Corps Silvania Tharandt verlegte nach Dresden und hat nach wie vor (aber nicht ausschließlich) forstlichen Bezug. Zu DDR-Zeiten wurde die Tradition vom ehemals Aschaffenburger Forstcorps Arminia München aufrechterhalten.

### Eisenach/Gießen/Mannheim
Die Corps des Senioren-Convents zu Eisenach, Hubertia und Silvania, die sich vor dem Ersten Weltkrieg vergeblich um eine Aufnahme in den Weinheimer Senioren-Convent bemüht hatten, verlegten infolge der Schließung der dortigen großherzoglichen Forstakademie ihren Sitz 1919 an die Justus-Liebig-Universität Gießen und traten dem Rudolstädter Senioren-Convent bei. Beide wurden nach dem Zweiten Weltkrieg nicht mehr rekonstituiert. Ihre Tradition wird durch das Corps Rheno-Nicaria Mannheim fortgeführt.

## Ausland und übertragener Gebrauch

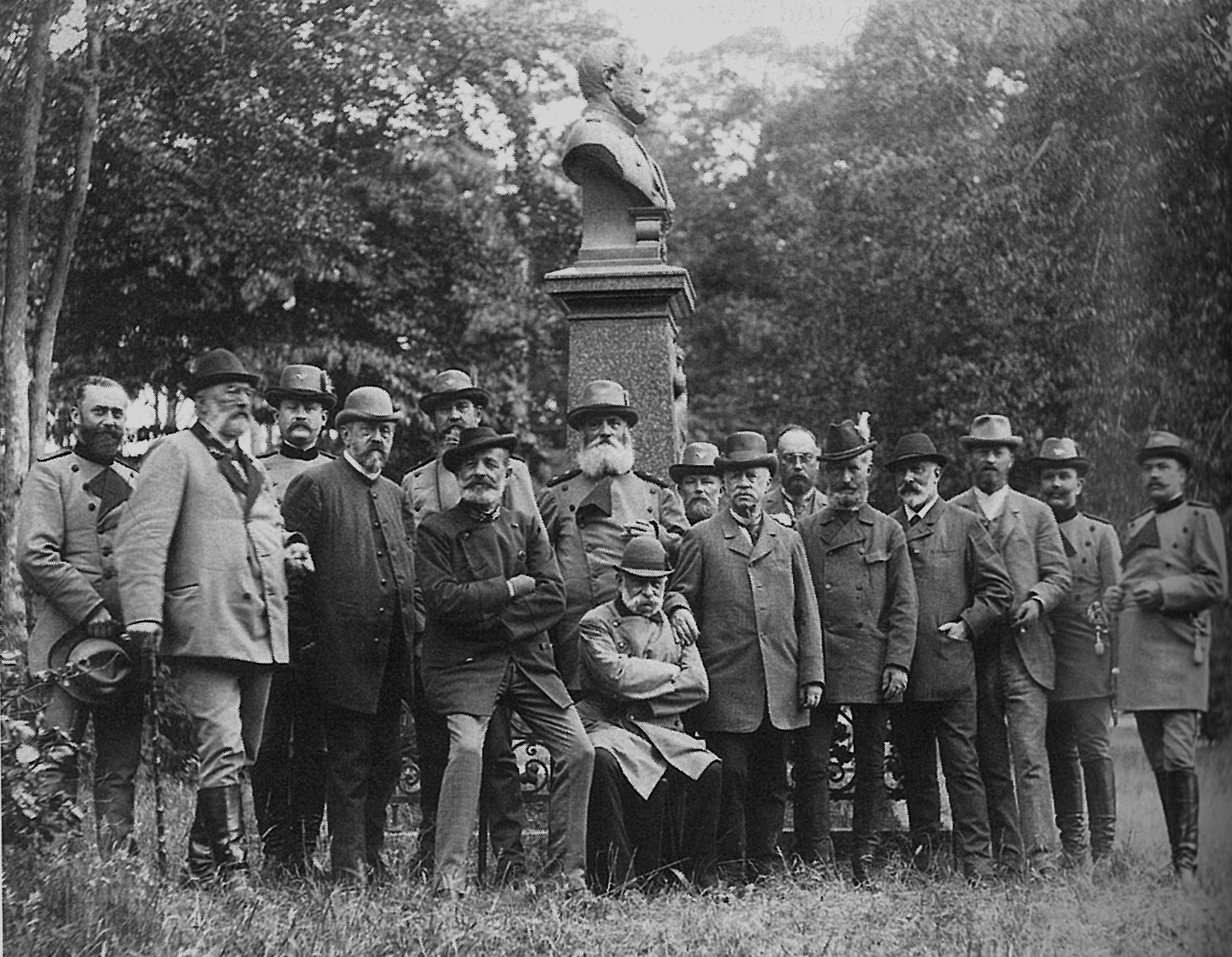
Versammlung von internationalen Forstexperten am Hagendenkmal in Eberswalde 1892. Das Komitee beschloss die Errichtung des Internationalen Verbands Forstlicher Forschungsanstalten.

Xi Sigma Pi ist eine an der Universität in  Seattle 1908 gegründete Honor Society, die eng mit der Society of American Foresters verbunden ist und besonders fortgeschrittene Studenten im Forstbereich auszeichnet und aufnimmt. Sie hatte 1991 über 40 Chapters in den USA und Kanada,  24.000 Mitglieder und nimmt mittlerweile auch Studenten aus verwandten Fachbereichen auf.
Die Tau Phi Delta Fraternity begann in den 1920er Jahren als Forstfraternity an der Penn State University, war aber später landesweit vertreten. Zeitweise gab es mit den 1959 gegründeten Lumber Jills auch eine lokale Interessenvertretung und 1962–1968 mit der Association of Forest Student Wive's einen Dachverband der (über 20) Vereinigungen der zugehörigen Ehefrauen von Forststudenten. Tau Phi Delta bzw. Treehouse ist gegenwärtig das einzige aktive (männliche) Chapter. Es gilt nach wie vor als studentische brotherhood of diehard outdoorsmen, die unter anderem regelmäßig auf Bärenjagd gehen und den Jagdaspekt ebenso aufnehmen.
Die genannten Studentenverbindungen sind von den Fraternal Organizations, sprich Berufsverbänden zu unterscheiden. Zu letzteren gehören die britische Foresters Friendly Society, die 1834 als Ancient Order of Foresters gegründet wurde und der 1874 davon abgelöste nordamerikanischen Independent Order of Foresters (IOF). Ebenso zu unterscheiden ist der Gebrauch von Corps forestier in Frankreich. Mit dem Begriff wird die Gesamtheit des (staatlichen) Führungspersonals im Auftrag der Forstverwaltung angesprochen. Die Forststudenten bzw. entsprechende Absolventen der französischen Eliteschulen sind dem Corps des ingénieurs des ponts et chaussées zugeordnet. Sie sind keine Studentenverbindung per se, aber ein nach wie vor bedeutendes elitäres Netzwerk.